# Canariomys
Canariomys là một chi động vật gặm nhấm (chuột của thế giới cũ) đã tuyệt chủng, Chúng từng tồn tại trên đảo Tenerife và Gran Canaria (quần đảo Canary, Tây Ban Nha).
Những con chuột khổng lồ có thể đạt trọng lượng khoảng 1 kg, làm cho chúng rất lớn so với các cá thể sống ở châu Âu trong họ này. Cả hai loài này có một chế độ ăn uống tương tự, động vật ăn cỏ.
Hai loài hiện đang được công nhận:
- Canariomys bravoi, Tenerife (Pleistocene).
- Canariomys tamarani, Gran Canaria (Holocene).